# Martine Copenaut
Martine Copenaut (28 avril 1955 - 12 août 2004) est une artiste née à Lens en Belgique. 
Trisomique, elle vit en institution depuis l'âge de 18 ans. Très vite le dessin devint son occupation principale qu'elle exerce de manière acharnée. Elle utilise une technique particulière qui consiste en une superposition de cercles dessinés en premier lieu à l'encre de Chine ou au feutre qu'elle remplit ensuite au crayon de couleur. L'ensemble forme une mosaïque de couleurs d'une grande puissance. Ces œuvres sont dans la collection d'art brut à Lausanne.